# Nudo de rizo

Nudo de rizo.

El nudo de rizo, nudo llano de rizo, o nudo llano (en inglés square knot o reef knot), es un nudo de amarre antiguo y muy simple que se usa para asegurar una cuerda alrededor de un objeto. Aunque el nudo de rizo se vea a menudo utilizado para atar dos cuerdas juntas, no se recomienda para este fin debido a la inestabilidad potencial del nudo.
Un nudo de rizo está formado por un nudo simple zurdo y luego un nudo simple diestro, o viceversa. Una regla mnemotécnica para recordar este procedimiento es «el derecho sobre el izquierdo, el izquierdo sobre el derecho».

## Nombre
El nombre de «nudo de rizo» data por lo menos de 1794 y se origina en su uso común en vela, que es vincular parte de la vela hacia abajo para disminuir su superficie efectiva en caso de vientos fuertes. Para soltar el nudo, un marinero podría hacerlo tirando con una mano; el peso de la vela haría que el nudo se separase. Es específicamente este comportamiento el que hace que el nudo no sea apto para la unión de dos cuerdas.
El nombre en inglés de square knot («nudo cuadrado») se encuentra en el compendio marítimo de R. H. Dana El amigo del marinero (1841), que también da «nudo de rizo» como nombre alternativo.
Como nudo de enlace era conocido por los antiguos griegos como el nudo de Hércules (Herakleotikon hamma) y todavía se utiliza ampliamente en medicina. En su Historia Natural, Plinio el Viejo relata la creencia de que las heridas se curaban más rápidamente cuando se unían con un «nudo de Hércules».

## Usos
El nudo de rizo se utiliza para atar los dos extremos de una sola línea conjuntamente, de forma que asegure algo, por ejemplo, un conjunto de objetos, que es poco probable que se muevan mucho. Además de ser utilizado por los marineros para enrollar las velas, es también uno de los nudos principales del macramé.
El nudo se vuelve plano cuando se hace con un paño y se ha utilizado para atar vendajes durante milenios. También se ha utilizado desde la antigüedad para atar los cinturones y las fajas. Un uso moderno de esta manera incluye atar el obi (cinturón) de un keikogi de artes marciales. 
Con ambos extremos escondidos se convierte en una buena manera de atar los cordones, mientras que la versión no deslizante es útil para los cordones de zapatos que son demasiado cortos. Es conveniente para cerrar bolsas de basura de plástico o bolsas de basura, ya que el nudo forma un mango cuando es atado en los dos bordes de la bolsa. 
El nudo de rizo figura en la preparación de los scouts. Se incluye en la tarjeta de identificación internacional de sus miembros y muchos premios de exploración.

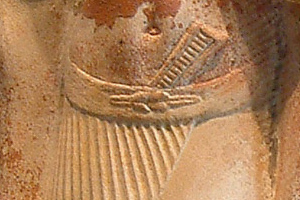
Detalle de una estatua egipcia que data de 2350 AC y que representa un nudo de rizo asegurando un cinturón
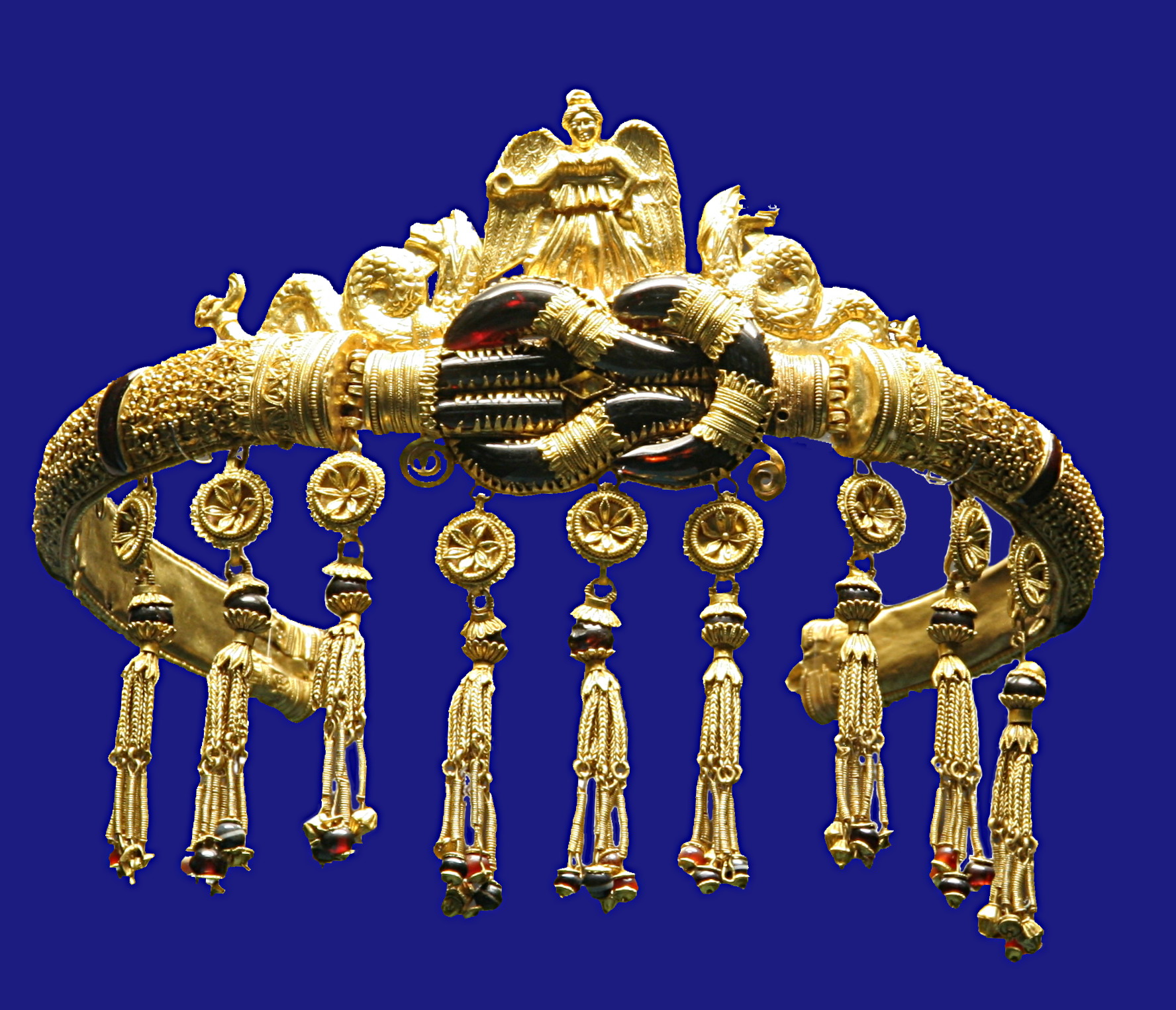
Joyas de la Antigua Grecia de Pontika (actualmente en Ucrania), el año 300 aC, con forma de nudo de rizo
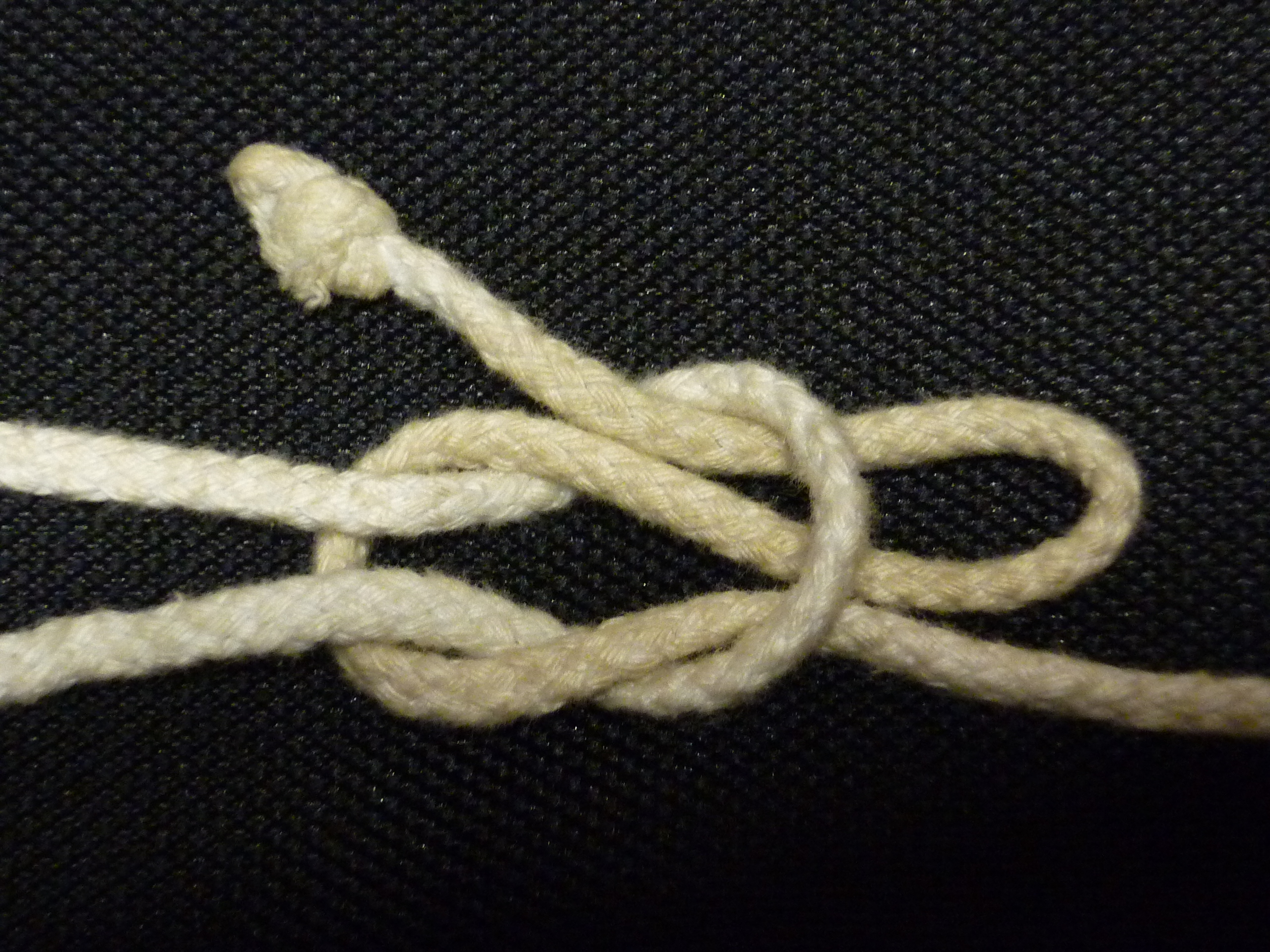
Nudo de rizo deslizante o con gaza
Diagrama de nudo común para atar los cordones de los zapatos, con forma de nudo de rizo doble
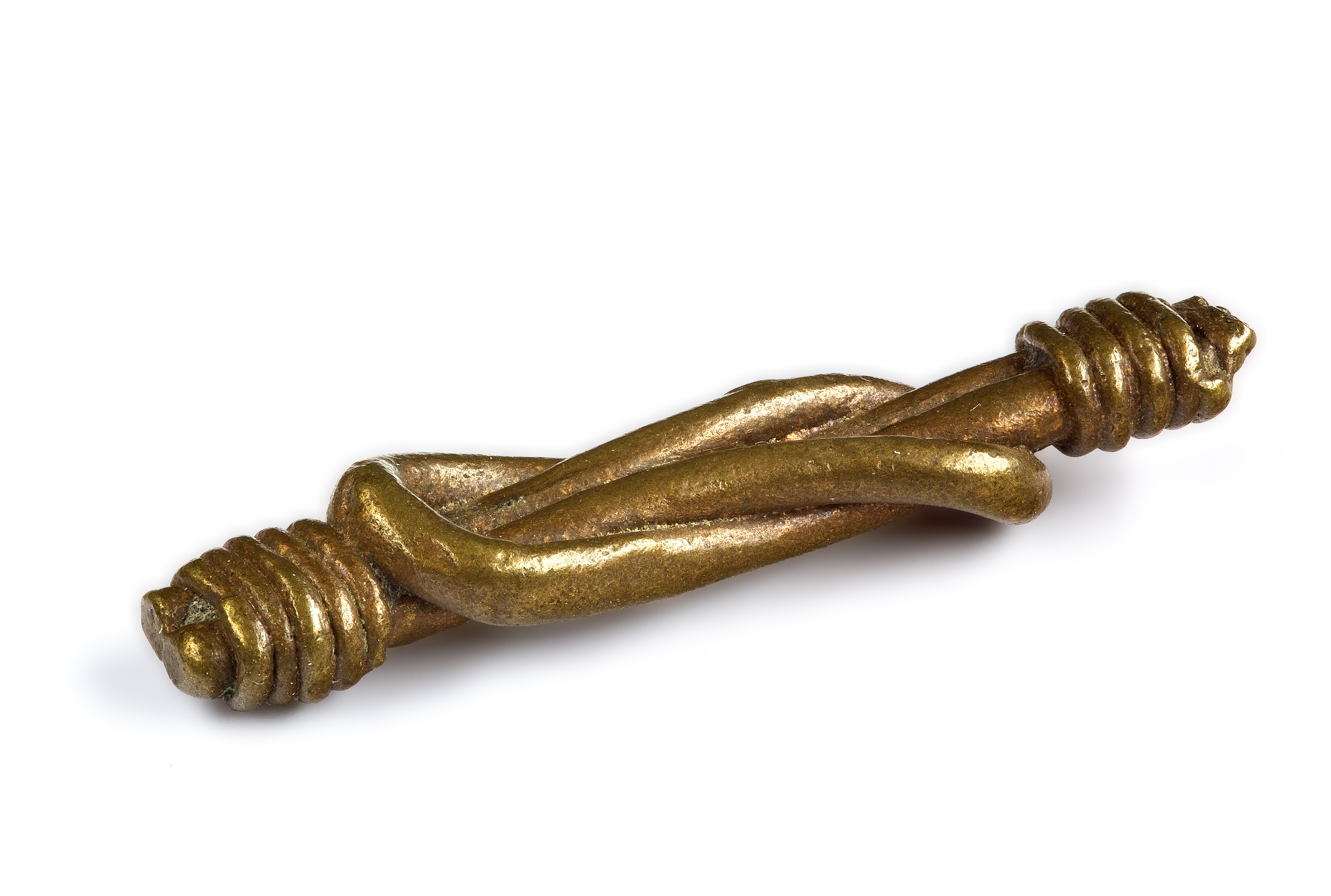
Weight for weighing gold dust - Knot – MHNT

## Uso incorrecto como cinturón

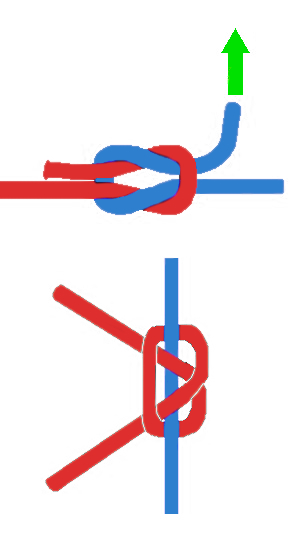
El nudo de rizo puede deshacerse cuando uno de los extremos libres se tira hacia fuera.

La familiaridad del nudo de rizo, su facilidad de vinculación y su simetría, atractiva visualmente, ocultan su debilidad. La International Guild of Knot Tyers advierte de que este nudo no debe utilizarse nunca para unir dos cuerdas. En su lugar se debe utilizar un buen nudo doble, por ejemplo una hoja doble o un nudo de pescador doble. Clifford Ashley afirmó que nudos de rizo mal hechos han causado más muertes y lesiones que todos los otros nudos combinados. Además, se confunde fácilmente con el nudo de la abuela, que es un nudo muy pobre.
El nudo del ladrón Archivado el 6 de septiembre de 2017 en Wayback Machine. es mucho menos seguro que el ya inseguro nudo de rizo. Se desata a sí mismo si las líneas no libres se estiran; lo contrario ocurre cuando la misma acción es realizada en un nudo de rizo.

## Variantes del nudo de rizo o nudo cuadrado mal confeccionadas:nudo de la abuelaynudo del ladrón

Nudo cuadrado
Nudo de la abuela[1]
Nudo del ladrón[12]